# Јошан
Јошан (Јошани) је насељено мјесто у Лици. Припада општини Удбина, у Личко-сењска жупанији, Република Хрватска.

## Географија
Јошан на југу граничи са Удбином, на сјеверу са Пећанима, западно се налази Доњи Мекињар. Кроз Јошан пролази Личка магистрала, која спаја Загреб и Сплит. Јошан је удаљен од Удбине око 7 км сјеверно.

## Историја
У мјесту "Јошани" било је 1847. године пописано 2000 Срба православаца. Двије деценије потом, 1867. године има их (не зна се зашто) 235 душа мање. Избројано је тада њих 1765.
Ђукин дјед (Ђука — мајка научника Николе Тесле), а Николин прадјед био је Томо Будисављевић. И он као и већина у породици, опредијелио се за свјештенички позив. Школовао се у чувеној Виличкој школи, и рано је примио парохију у Крбавском селу Јошану, до 1805, да би 1814. године до смрти 1827. године, заузимао положај протопрезвитера личког. Уживао је велики углед код парохијана и у презвитерату. Постоји предање да је Тома прије подне обављао службу у цркви, а касније предводио чету Крајишника у четовању против Турака. Французи су га одликовали орденом Легије части. Још два одликовања Тома је примио од аустријског цара.
Јошан се од распада Југославије до августа 1995. године налазио у Републици Српској Крајини. До територијалне реорганизације у Хрватској насеље се налазило у саставу бивше велике општине Кореница.

## Култура
У Јошану је сједиште истоимене парохије Српске православне цркве. Парохија Јошани припада Архијерејском намјесништву личком у саставу Епархије Горњокарловачке. У Јошанима се налази храм Српске православне цркве Свети Сава саграђен 1881. године, а спаљен у Другом свјетском рату и филијални храм Српске православне цркве Рођења Светог Јована Претече саграђен 1701. године, демолиран у Другом свјетском рату.

## Становништво
Према попису из 1991. године, насеље Јошан је имало 227 становника, међу којима је било 223 Срба и 2 Хрвата. Према попису становништва из 2001. године, Јошан је имао 67 становника. Јошан је према попису из 2011. године имао 66 становника.
| Националност       | 1991. | 1981. | 1971. | 1961. |
| Срби               | 223   | 254   | 417   | 615   |
| Хрвати             | 2     | 1     | 37    |       |
| Албанци            |       |       | 31    |       |
| Југословени        |       | 27    | 8     | 6     |
| Муслимани          |       | 4     | 4     | 5     |
| Црногорци          |       |       |       | 1     |
| Словенци           |       |       | 1     |       |
| остали и непознато | 2     | 3     | 6     |       |
| Укупно             | 227   | 289   | 504   | 627   |

| Демографија | Демографија | Демографија |
| Година      | Становника  | Становника  |
| ----------- | ----------- | ----------- |
| 1961.       | 627         |             |
| 1971.       | 504         |             |
| 1981.       | 289         |             |
| 1991.       | 227         |             |
| 2001.       | 67          |             |
| 2011.       |             | 66          |

## Попис 1991.
На попису становништва 1991. године, насељено место Јошан је имало 227 становника, следећег националног састава:
| Попис 1991.‍  | Попис 1991.‍  | Попис 1991.‍ | Попис 1991.‍ | Попис 1991.‍ |
| ------------ | ------------ | ----------- | ----------- | ----------- |
|              |              |             |             |             |
| Срби         | Срби         |             | 223         | 98,23%      |
| Хрвати       | Хрвати       |             | 2           | 0,88%       |
| неопредељени | неопредељени |             | 2           | 0,88%       |
| укупно: 227  |              |             |             |             |

## Познате личности
- Богдан Лончар, жандармеријски наредник
- Мићо Радаковић, народни херој Југославије
- Драгица Кончар, народни херој Југославије
- Зоран Мандић, познати српски песник, син Мане Мандића, мајора Југославије